# 老巡査
「老巡査」（ろうじゅんさ）は『オール讀物』昭和7年(1932年)12月号に掲載された、夢野久作の短編小説。

## あらすじ
ある夜、さえない老巡査が金口煙草を足元に見つけたもののそれを踏みにじって行ってしまったことからこの話は始まる。
彼は殺人事件を見逃してしまい未解決事件に。その後首になり工場の門番に雇われる。
ある日新聞に目をやると忘れかけていたあの事件の犯人が、京阪地方で犯行を重ねている事を知る。気が滅入りボンヤリと硝子戸を見つめる視線の先には、製薬会社のコンクリート壁に三人のルンペンが倚り掛かっている。うち一人が金口の煙草を呑むのを見た。彼はその前に近付き、喋りゆく内に神戸に行った殺人犯を知る…。